# Brill Building
Brill Building (Brill Building pop или Brill Building sound) — поджанр поп-музыки, получивший своё название от бродвейского здания Brill в Нью-Йорке, где в начале 1960-х годов многочисленные команды авторов песен и композиторов работали над произведениями для женских групп и подростковых кумиров. Термин также стал нарицательным за период, когда авторы и исполнители песен данного поджанра пользовались большой популярностью, поскольку, на самом деле, большинство хитов середины 1950-х и начала 1960-х годов не были написаны конкретно в этом здании, но многие авторы и исполнители хотели иметь отношение к Brill Building. 

## История
Поджанр Brill Building берет свое начало в середине 1950-х и имеет прямое отношение к продюсеру и исполнителю Дону Кишнеру, а также его музыкальному издательству Aldon Music (с момента создания компания располагалась на 6 этаже здания). «Этот человек мог сидеть и слушать, как кто-то играет восемь тактов песни, и говорить вам, хит это или нет, и он был прав так часто, что это было страшно», — вспоминал продюсер Стю Филлипс. Хоть большинство композиций не были записаны именно в здании, начало поджанру было положено именно здесь. На специфический стиль песен повлияла и «конвейерная» структура здания, артисты могли взять песню от композитора из одного «офиса», пойти на другой этаж и здесь же сделать аранжировку, а затем пойти в другой офис и сразу записать ее. Aldon Music базировался в офисе по принципу лабиринта, по которому авторы могли перемещаться от кабинета к кабинету, в каждом из которых обязательно стояло пианино и письменный стол. Новые хиты создавались днем и ночью. «Это было место, в котором исполнители могли пройтись по всем 11 этажам и предложить свои песни, и, если им улыбалась удача, они могли продать одну и ту же песню в двух — трех офисах, так что получали достаточно денег на жизнь до следующего раза». Brill Building в этом смысле был полностью автономным универсальным заводом песен для восходящих талантов.

## Особенности стилистики
Музыка, создаваемая в Brill Building, была более утонченной, чем другие поп-стили того времени, сочетала в себе современное звучание с классическим стилем песен компании Tin Pan Alley.  В записях песен часто участвовали оркестровые партии и партии с акцентом на барабанные и гитарные проигрыши. Кроме того, в песнях этого поджанра часто присутствовало отчетливое латиноамериканское звучание, тема, характерная для нью-йоркской поп-музыки той эпохи. Тексты песен были сосредоточены на подростковых переживаниях и романтических, мелодраматических сюжетах, лишь изредка затрагивая более взрослые темы. Жанр доминировал в американских чартах в период между призывом Элвиса Пресли в армию в 1958 году и началом так называемого Британского вторжения в 1964 году, последовавшего за появлением группы The Beatles. С 1964 года популярность жанра начала постепенно угасать, продолжая при этом оказывать значительное влияние на британскую и американскую поп- и рок-музыку в последующие годы. Для раннего рок-н-ролла и традиционной поп-музыки жанр ввел традицию создания текстов песен профессиональными авторами и зародил повальное увлечение женскими группами той эпохи. Кроме огромного успеха британских исполнителей другой причиной упадка жанра стала тенденция среди писателей и продюсеров дублировать произведения, бывшие популярными в свое время, в результате чего многие записи звучали одинаково и старомодно. Многие из композиторов жанра продолжили свой путь в рамках других жанров и стилей позже в 1960-х и 1970-х годах. 

## Список исполнителей

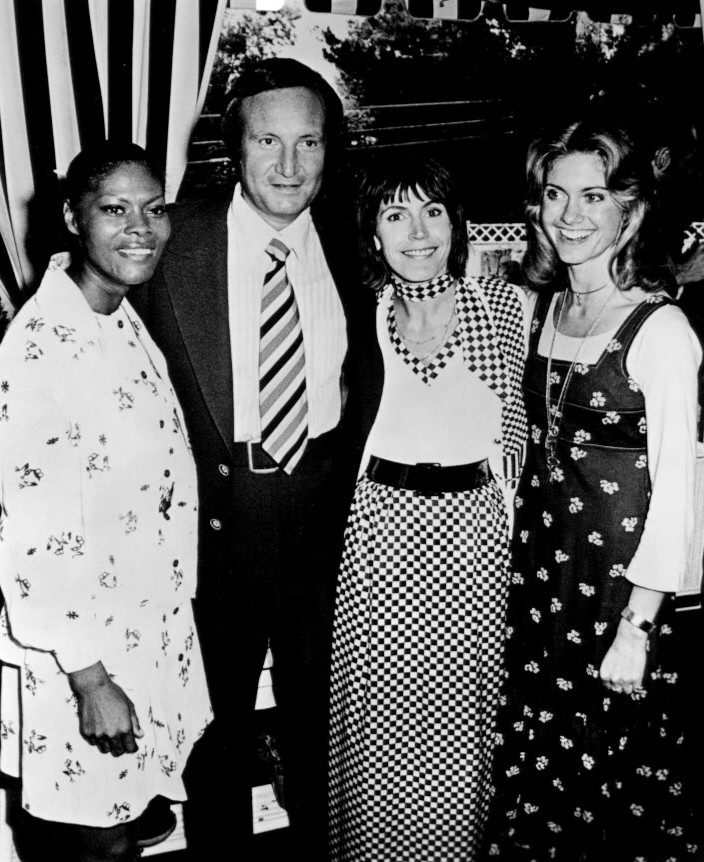
Дайян Ворвик, Дон Кишнер, Хелен Рэдди Оливия Ньютон-Джон (1974)

1960е
- Джефф Барри
- Нил Даймонд
- Джерри Гоффин
- Говард Гринфилд[англ.]
- Элли Гринвич
- Кэрол Кинг
- Дон Кишнер
- Конни Фрэнсис
- Барри Манн
- Шэдоу Мортон[англ.]
- Фред Нил[англ.]
- Док Помус
- Нил Седака
- Синтия Вейл
- Морт Шуман
- Бёрт Бакарак

1970е
- Рой Вуд